# Escola Tudor

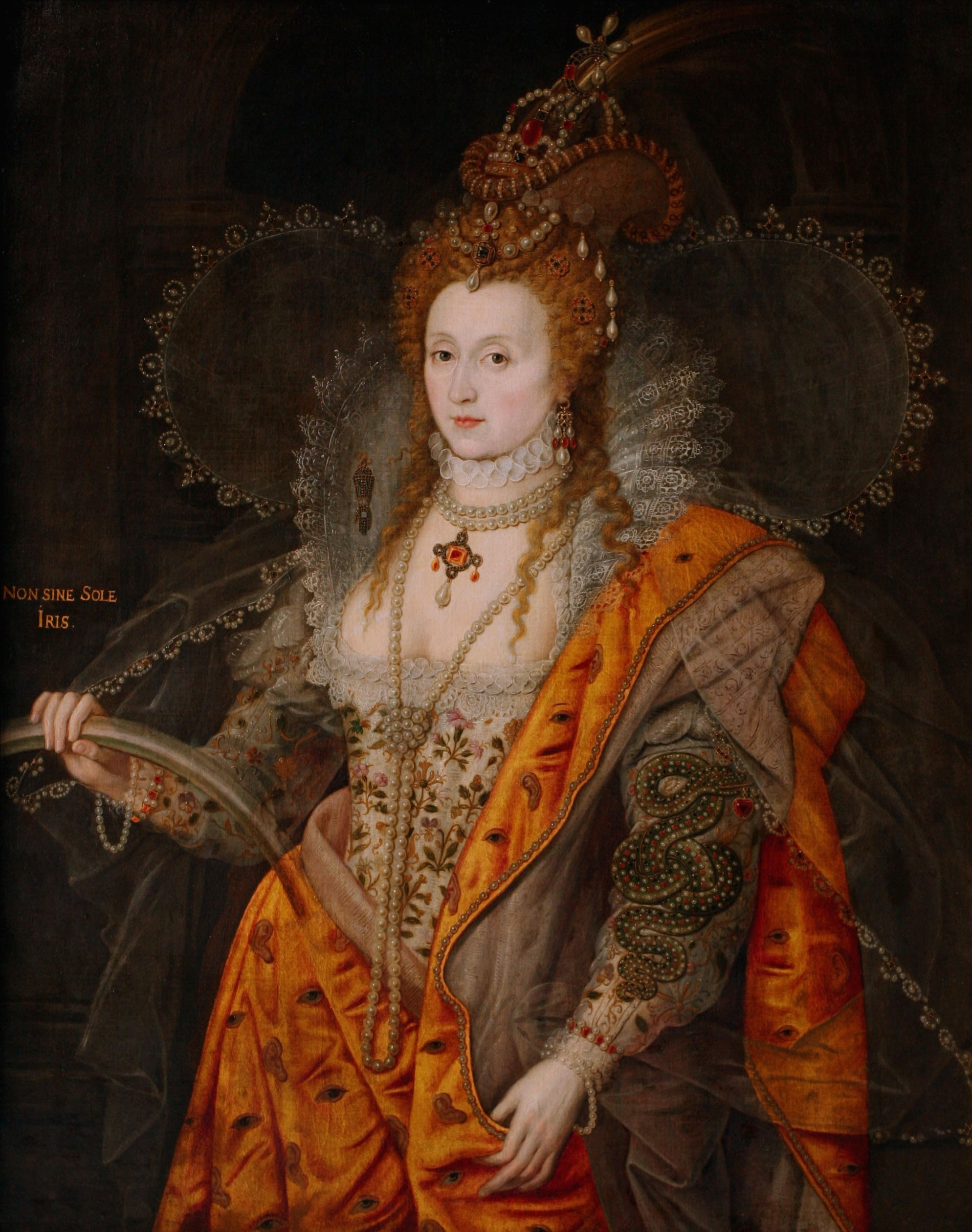
The Rainbow Portrait, possivelmente feito por Marcus Gheeraerts, o Jovem, uma imagem de Elizabeth I como a Rainha do Amor e da Beleza c. 1600.

A Escola Tudor compreende os Artistas da Casa de Tudor, pintores e gravadores contratados pelos monarcas da dinastia Tudor da Inglaterra e seus cortesãos entre 1485 e 1603, do reinado de Henrique VII até a morte de Elizabeth I.
Embora houvesse artistas ingleses durante todo o período, muitos artistas eram estrangeiros, especialmente dos Países Baixos, mas também da Itália e da Alemanha. Alguns permaneceram apenas por curtos períodos, mas muitos permaneceram por vários anos ou pelo resto de suas vidas.
A Casa de York, derrubada pelos Tudors, era muito próxima de seus aliados do Ducado da Borgonha, e os diplomatas ingleses tiveram seus retratos pintados pelos melhores pintores dos Países Baixos - Edward Grimston por Petrus Christus e Sir John Donne por Hans Memling  (ambos retratos estão na National Gallery, Londres). 
No período Tudor, artistas estrangeiros eram recrutados e, muitas vezes, recebidos com generosidade pela corte inglesa, assim como acontecia em outras partes artisticamente marginais da Europa, como Espanha ou Nápoles. Os pintores neerlandeses continuaram predominantes, embora a influência francesa também tenha sido importante para Lucas Horenbout e Nicholas Hilliard, respectivamente o fundador e o maior expoente da tradição distintamente inglesa da miniatura de retrato.
Com a extinção virtual da pintura religiosa na Reforma e o pouco interesse pela mitologia clássica até o final do período, o retrato foi a forma mais importante de pintura para todos os artistas da Casa dos Tudor e a única que sobreviveu em grande quantidade.

### Residentes
- Meynnart Wewyck (Maynard Vewicke)
- Lucas Horenbout
- Anthony Toto e Bartolommeo Penni.
- Hans Holbein, o Jovem
- Levina Teerlinc
- John Bettes, o Velho the Elder
- Gerlach Flicke
- Hans Eworth
- Steven van Herwijck
- Steven van der Meulen
- Marcus Gheeraerts, o Jovem
- George Gower
- Nicholas Hilliard
- Hieronimo Custodis
- Sir William Segar
- John de Critz the Elder
- Robert Peake the Elder
- Isaac Oliver
- Rowland Lockey

### Visitantes
- Pietro Torrigiano
- Guido Mazzoni
- Michael Sittow
- Antonio Solario
- Girolamo da Treviso
- Nicolas Bellin, or Niccolo da Modena
- Lucas Cornelisz.[1]
- Cornelis Engebrechtsz.
- William ou Guillim Scrots
- Antonis Mor ou Antonio Moro
- Marcus Gheeraerts, o Velho
- Quentin Metsys, o Jovem ou Massys
- Cornelius Ketel
- Lucas de Heere
- Joris Hoefnagel
- Federico Zuccari

## Galerias

### Miniaturas

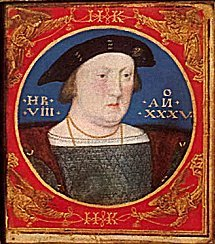
Lucas Horenbout, Retrato manuscrito de Henry VIII, 1525–26
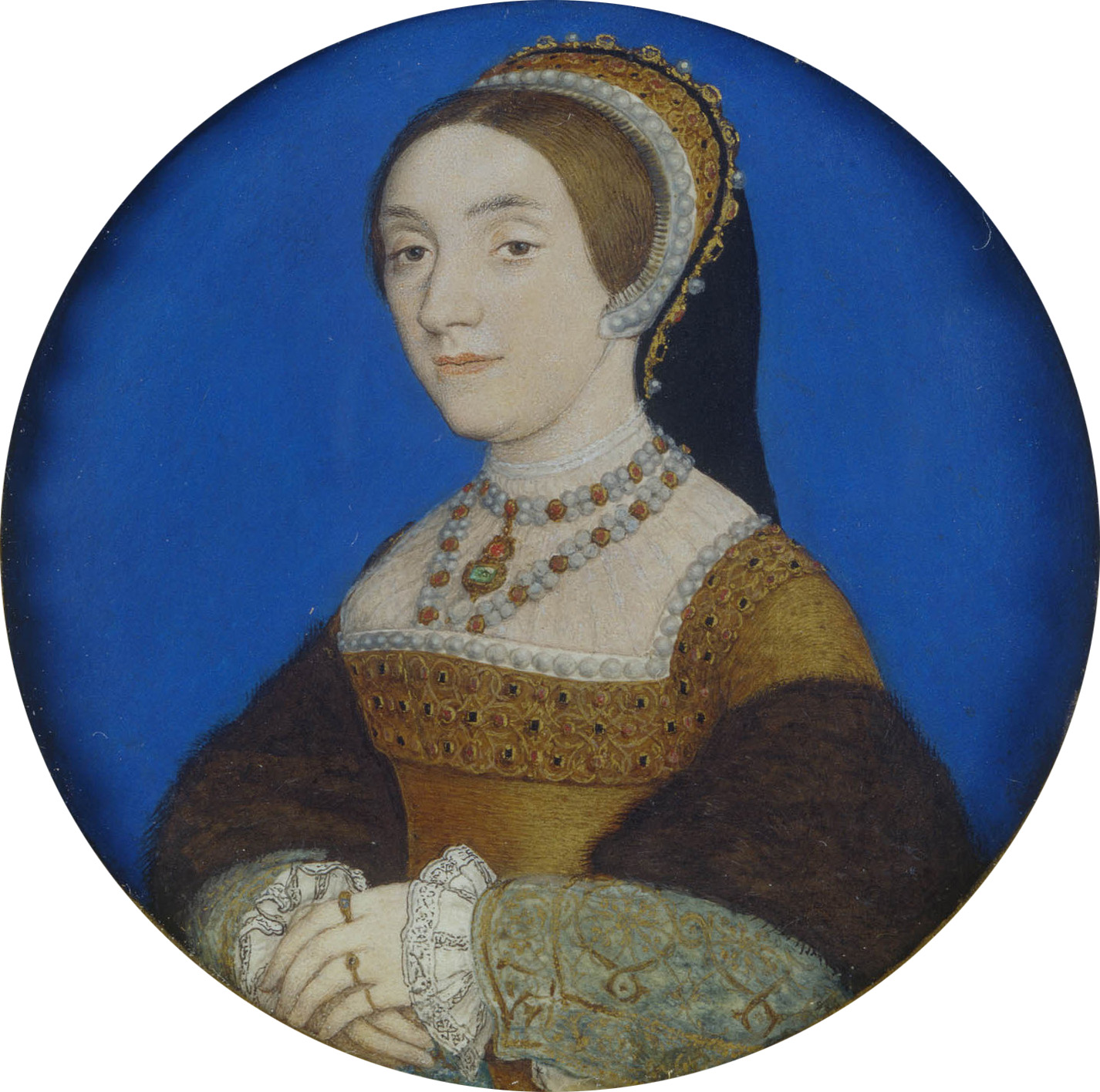
Holbein, Catherine Howard c. 1540
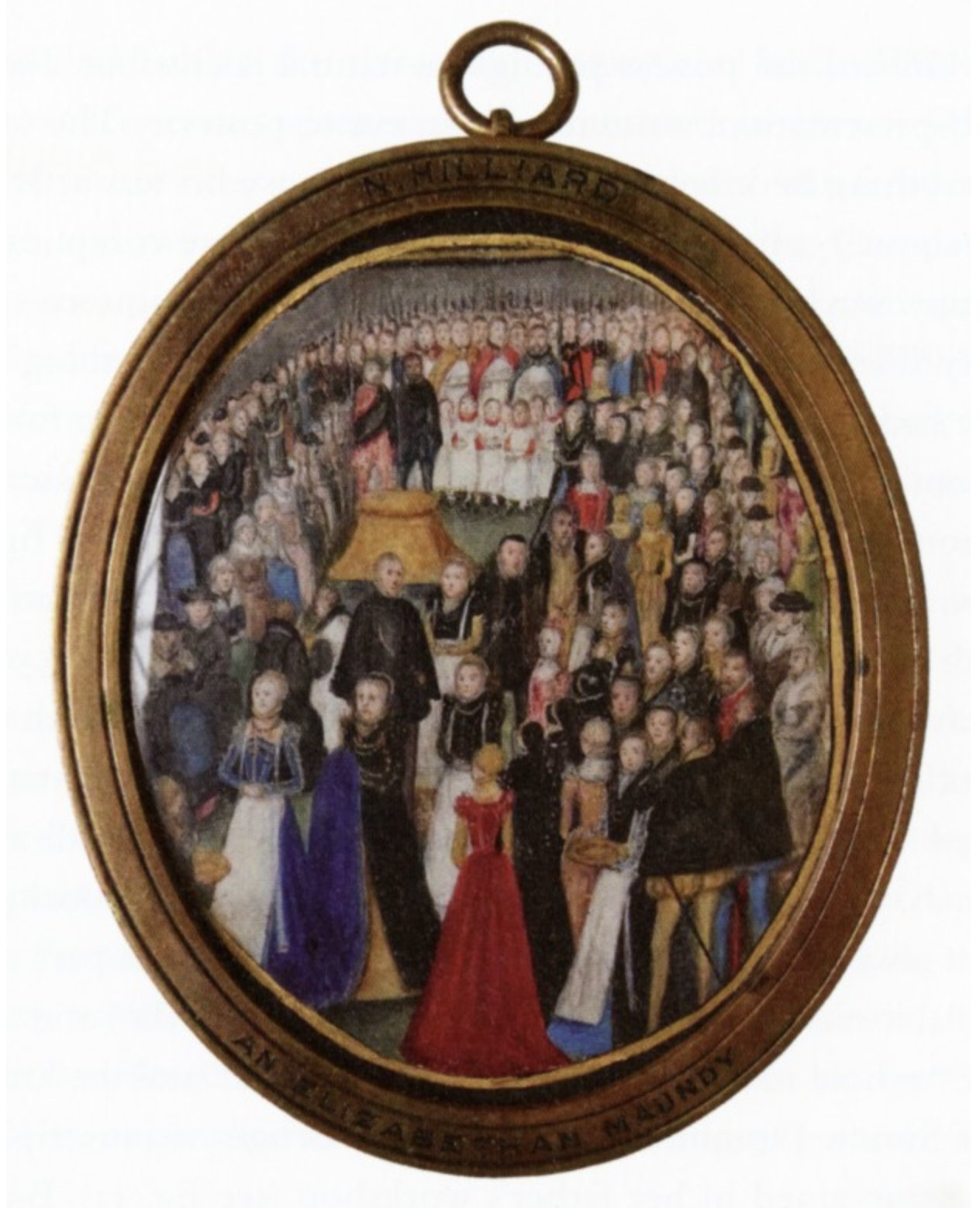
Atribuído a Levina Teerlinc, An Elizabethan Maundy, c. 1560
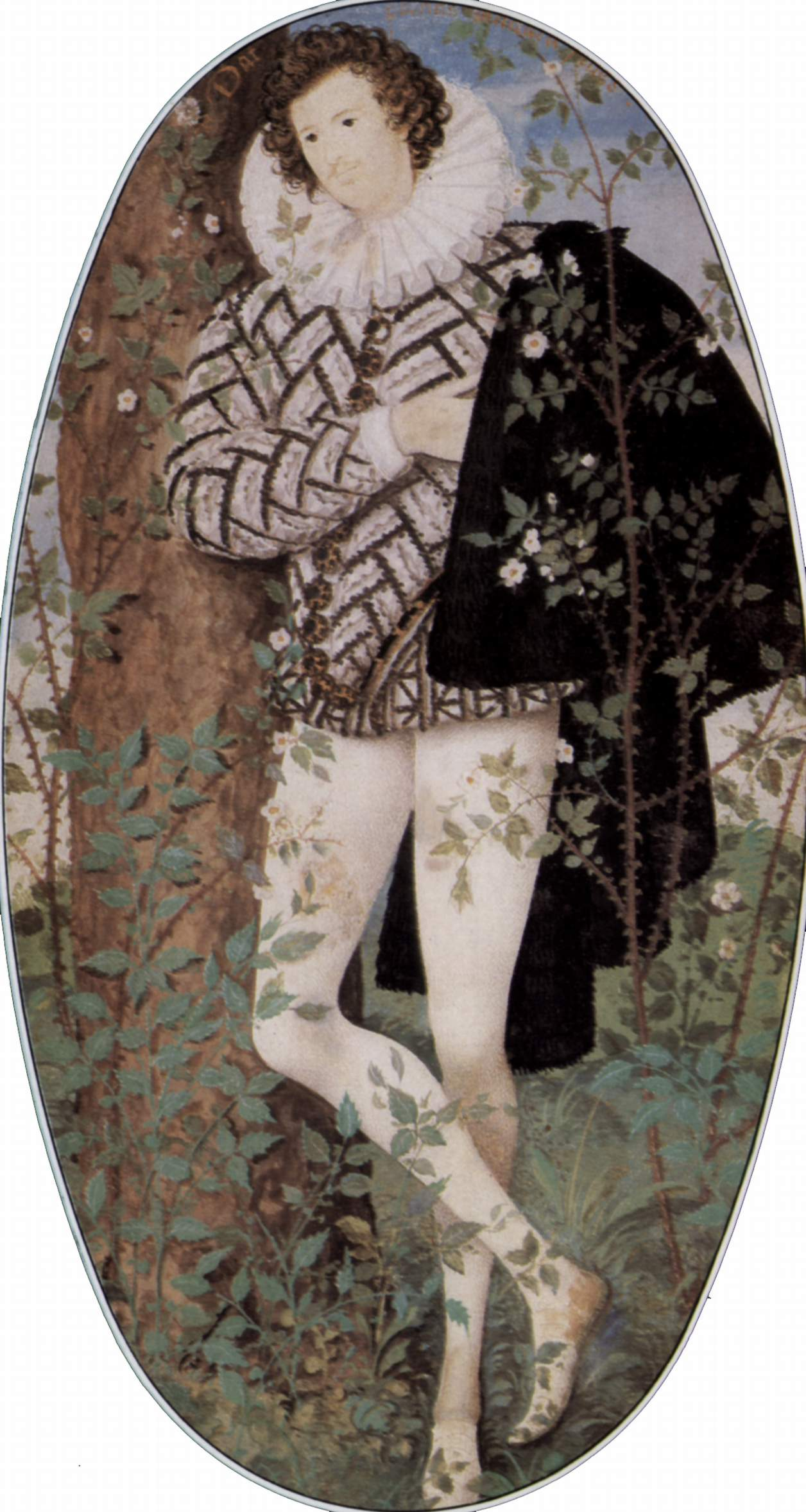
Nicholas Hilliard, Jovem entre as Rosas c. 1588

### Desenhos Preparatórios

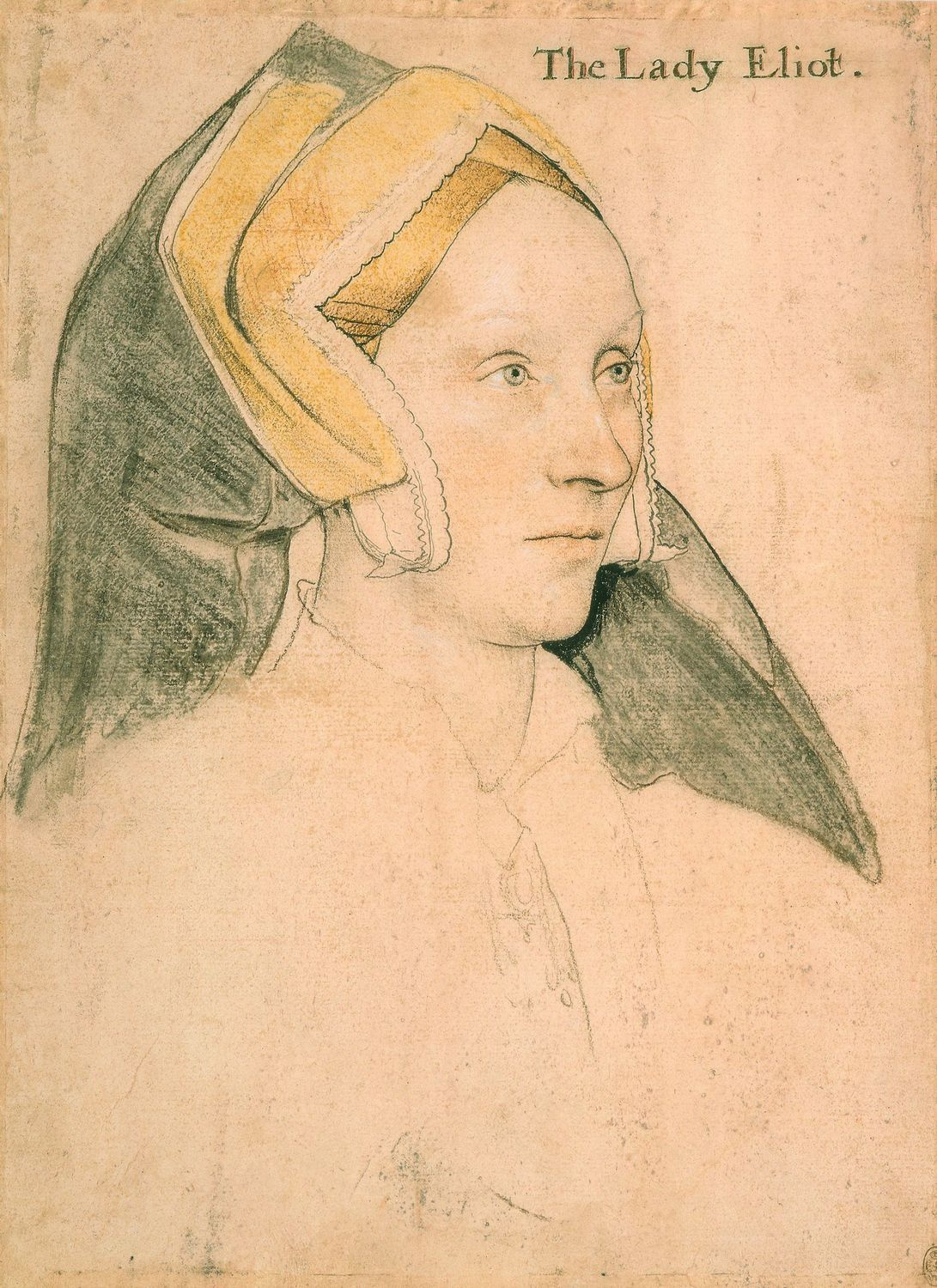
Esboço de Lady Elyot por Holbein 1532–33
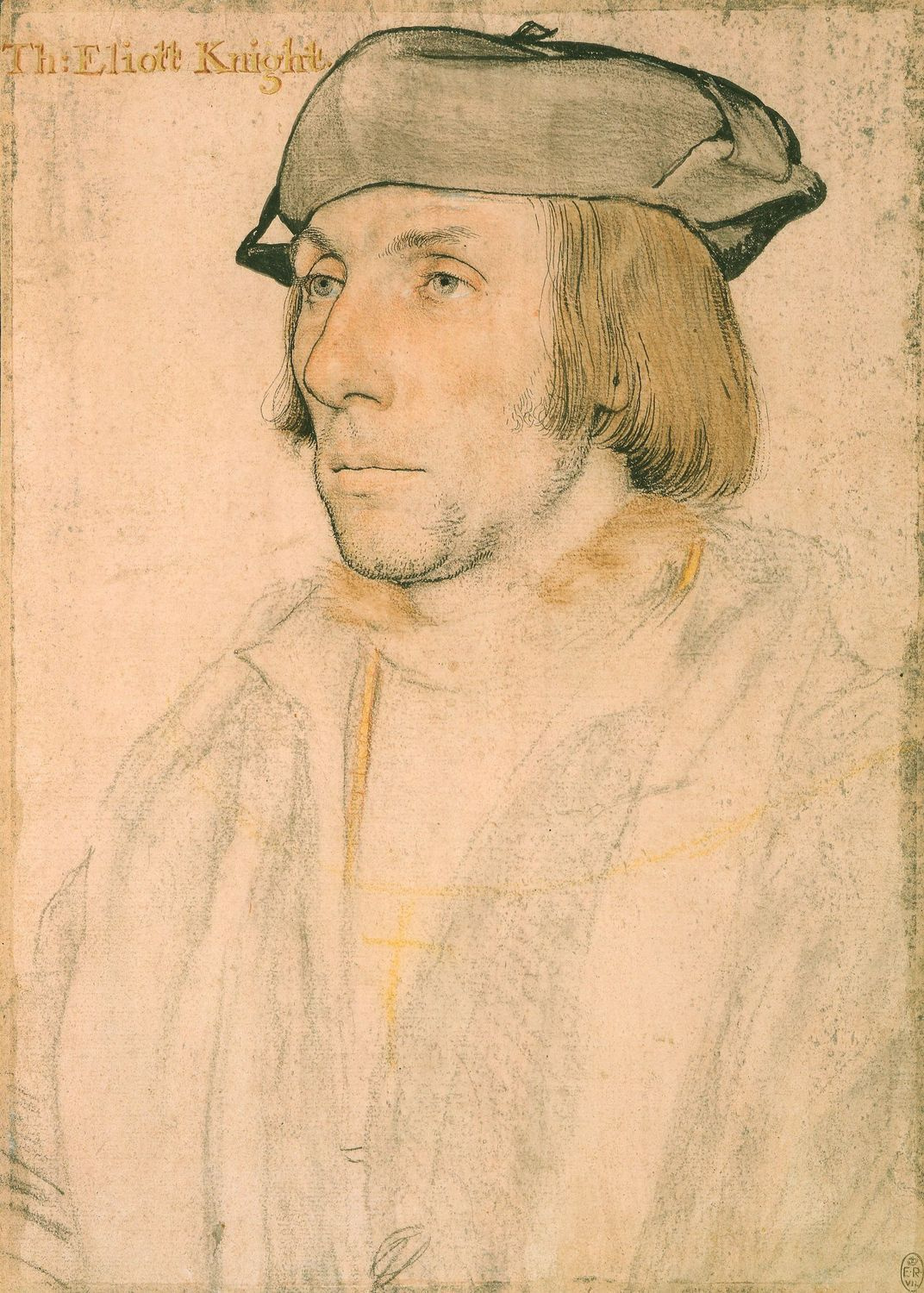
Esboço de Sir Thomas Elyot by Holbein
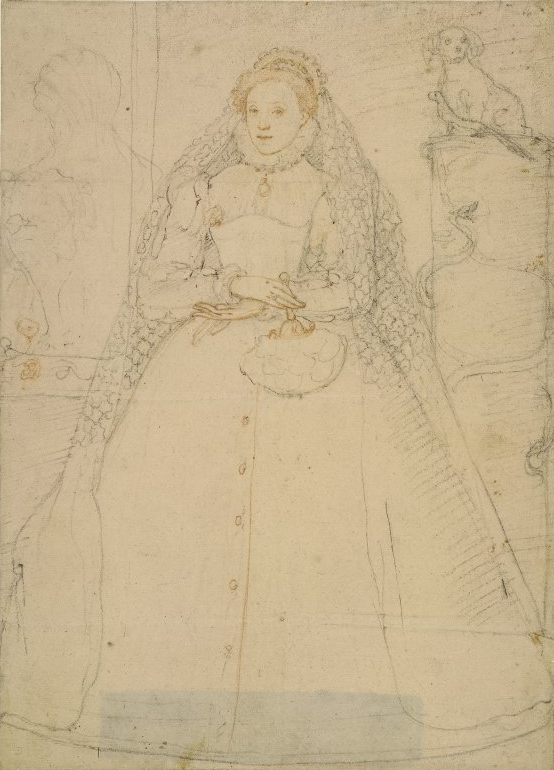
Esboço em giz de um retrato de Elizabeth I por Federico Zuccari, 1570s

### Pintura de Paineis

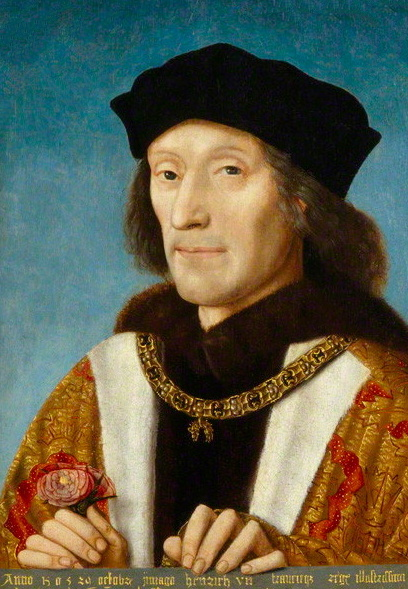
Henry VII c. 1505.
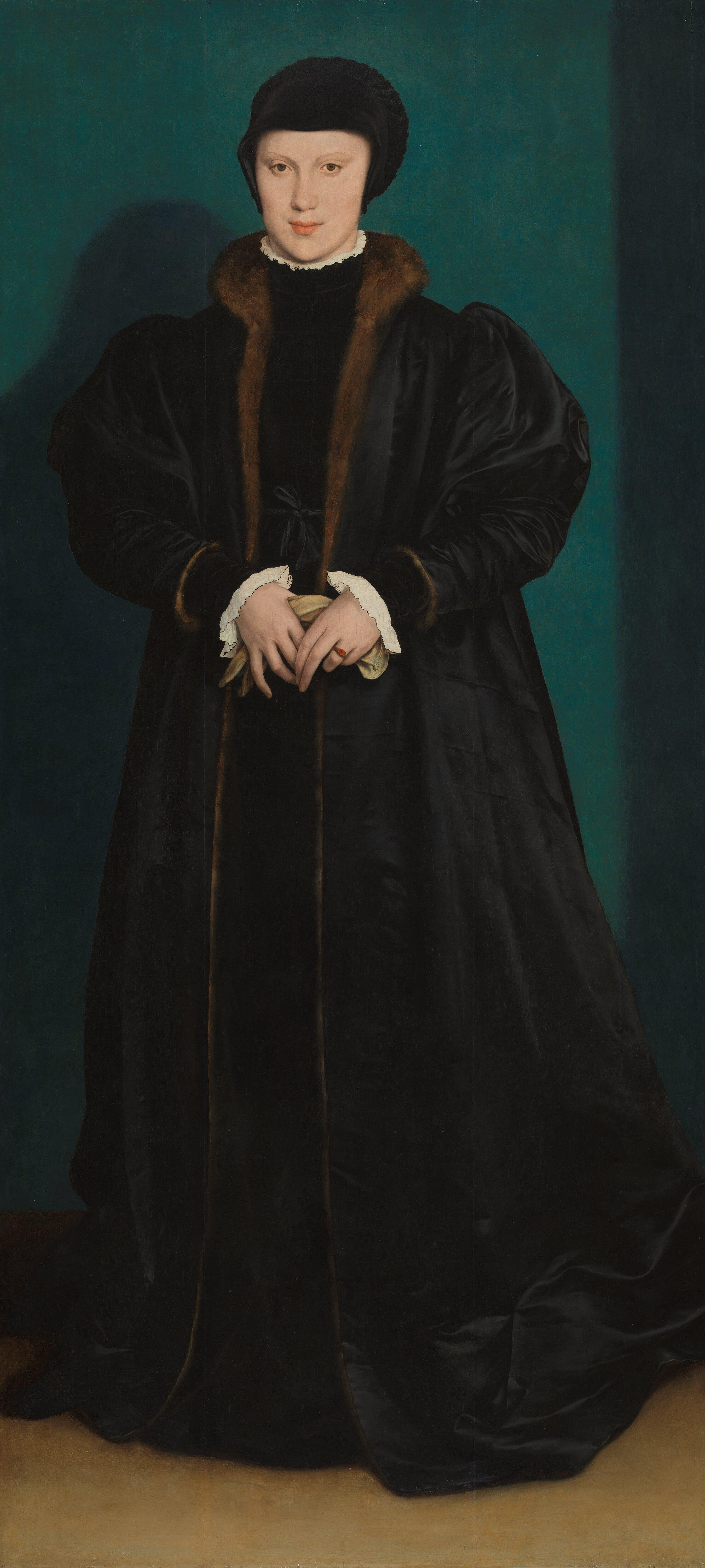
Christina da Dinamarca em luto, 1538.
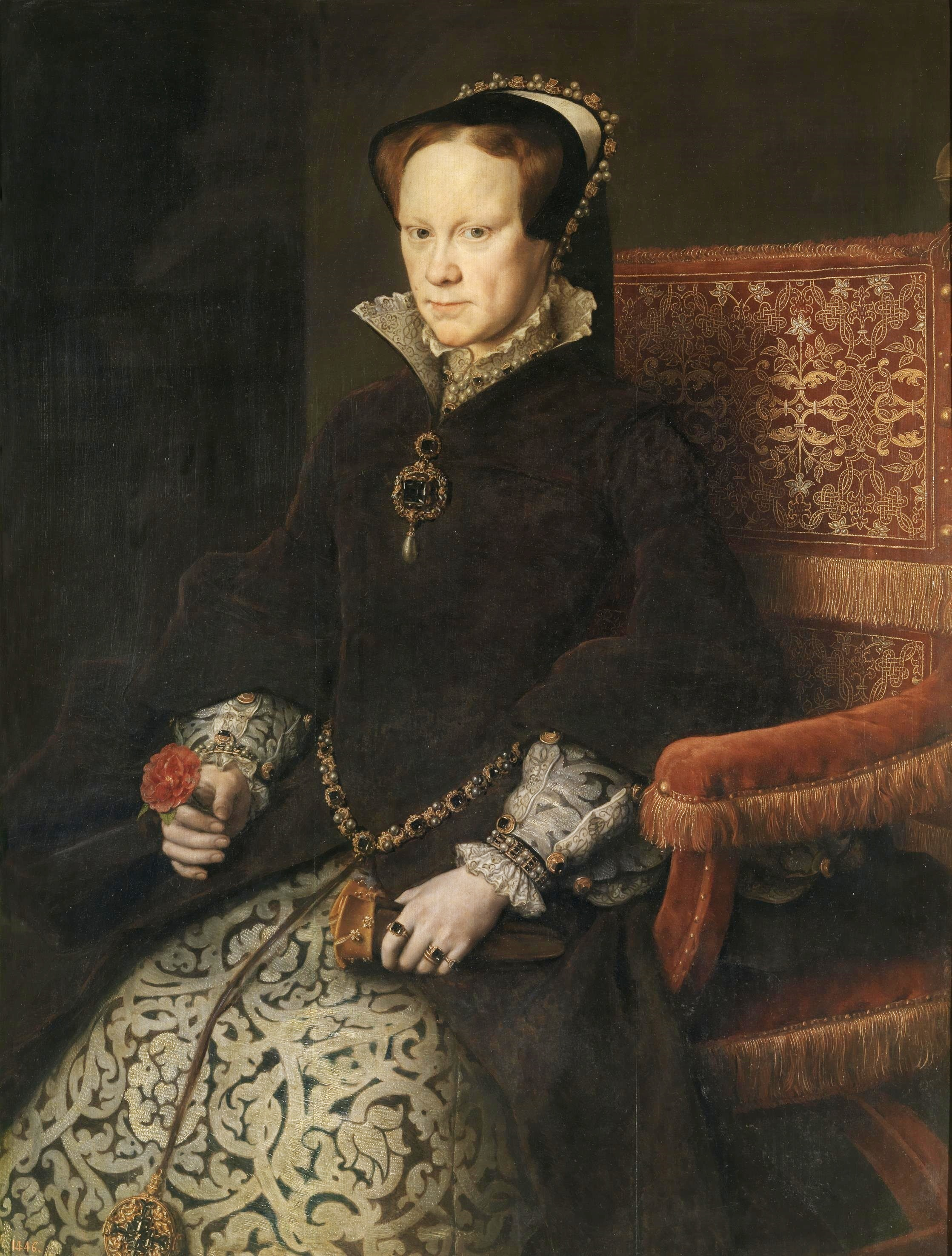
Mary I por Anthonis Mor, c. 1541
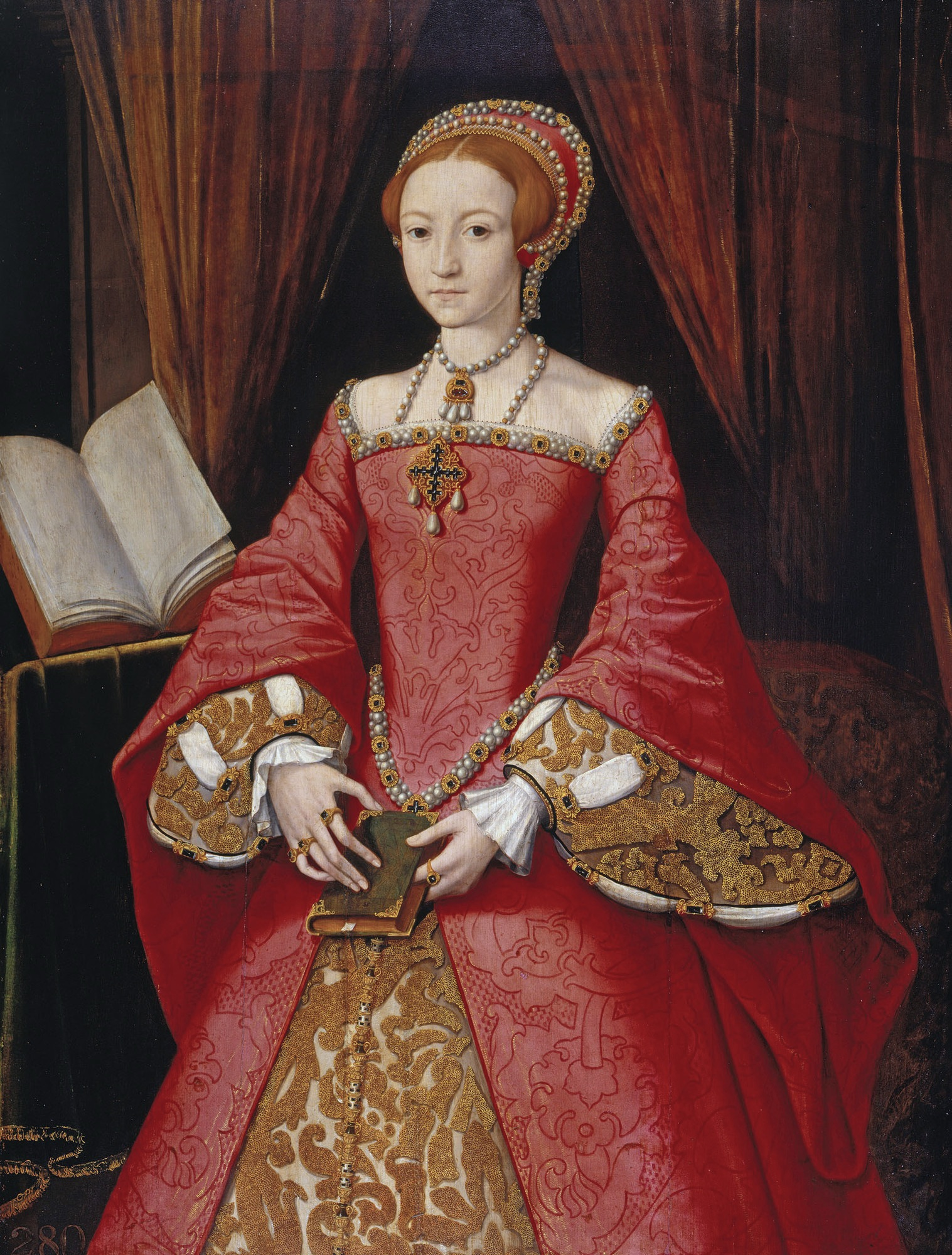
Elizabeth I quando princesa, c. 1546
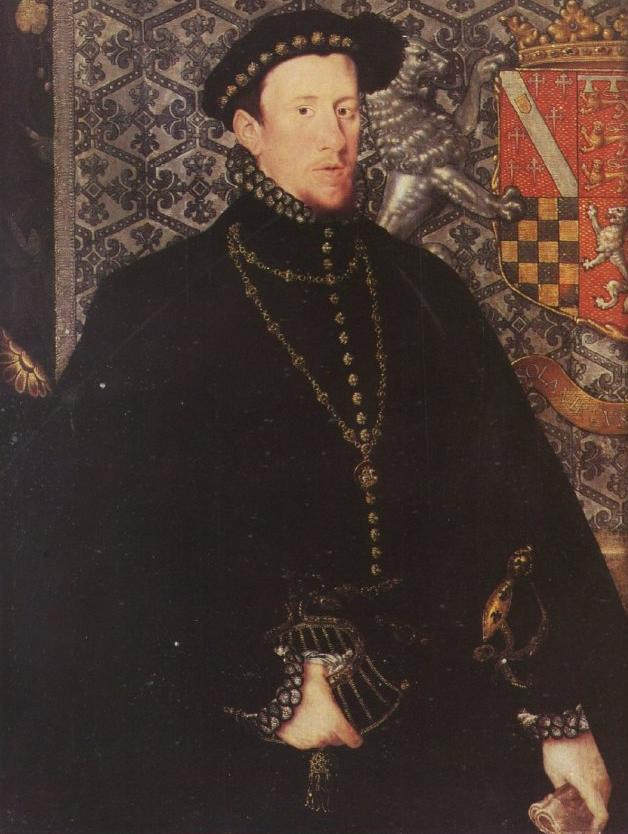
Thomas Howard, 4th Duke of Norfolk por Hans Eworth, 1563
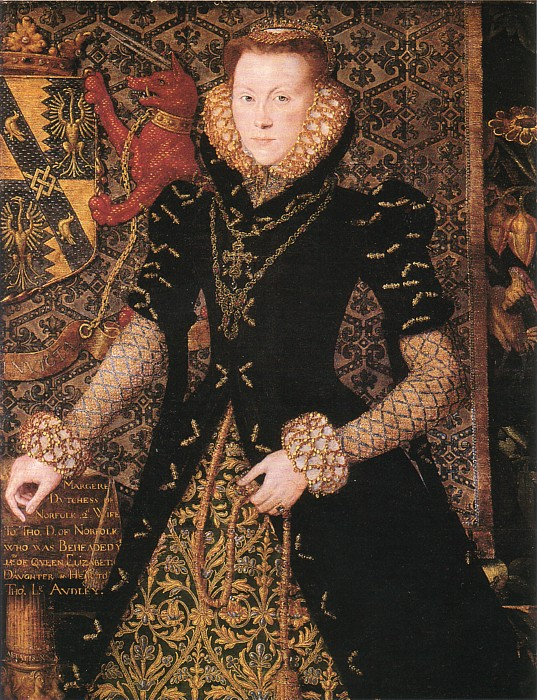
Margaret Audley, Duquesa de Norfolk, 1562, por Hans Eworth
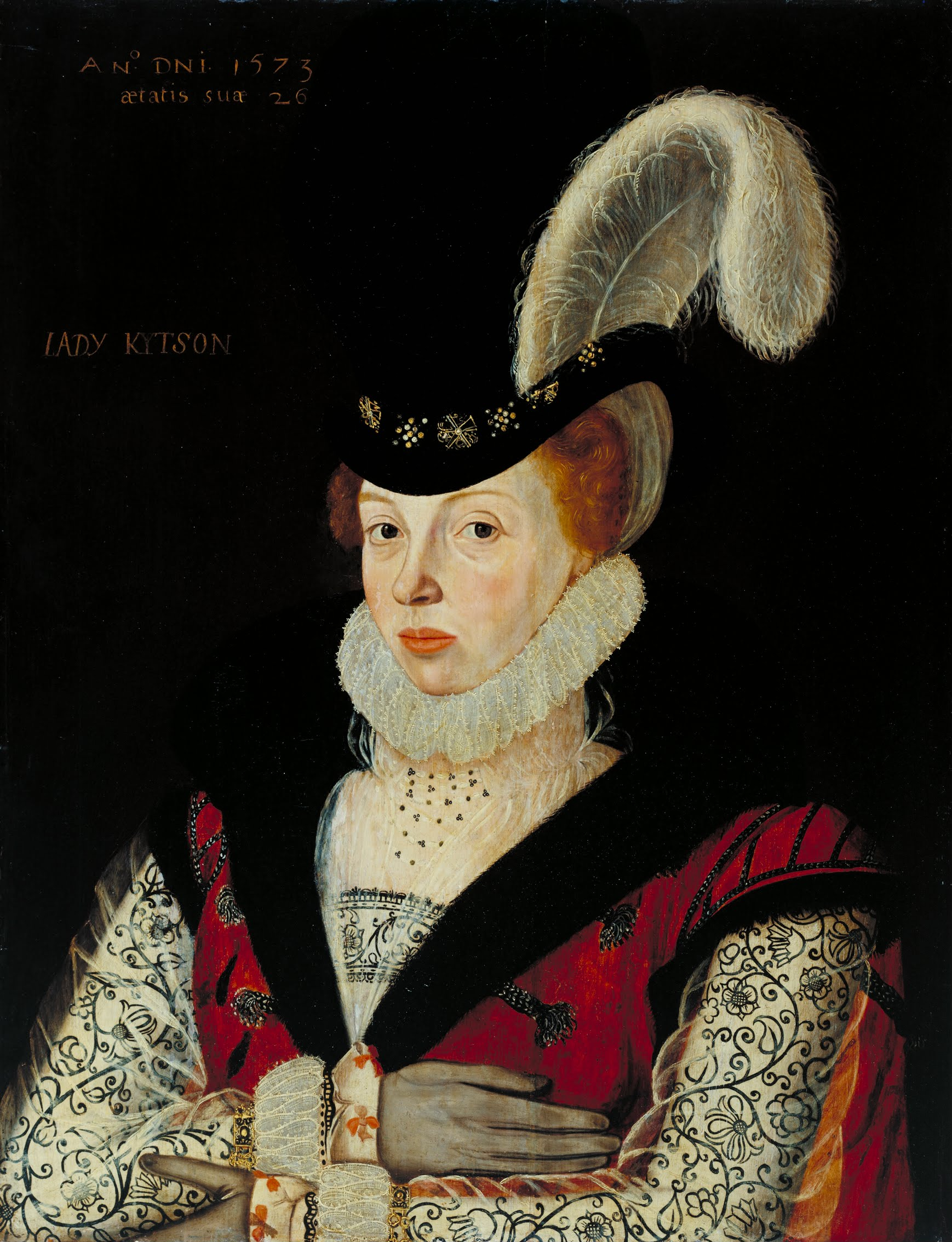
Retrato de Lady Kitson por George Gower, 1573
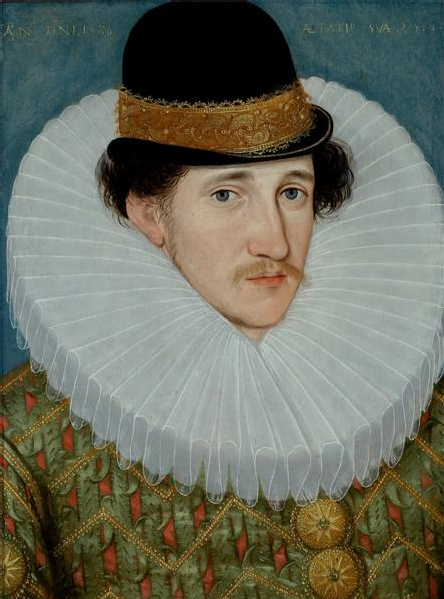
Edward Talbot, 8th Earl of Shrewsbury, 1586 por Hieronimo Custodis
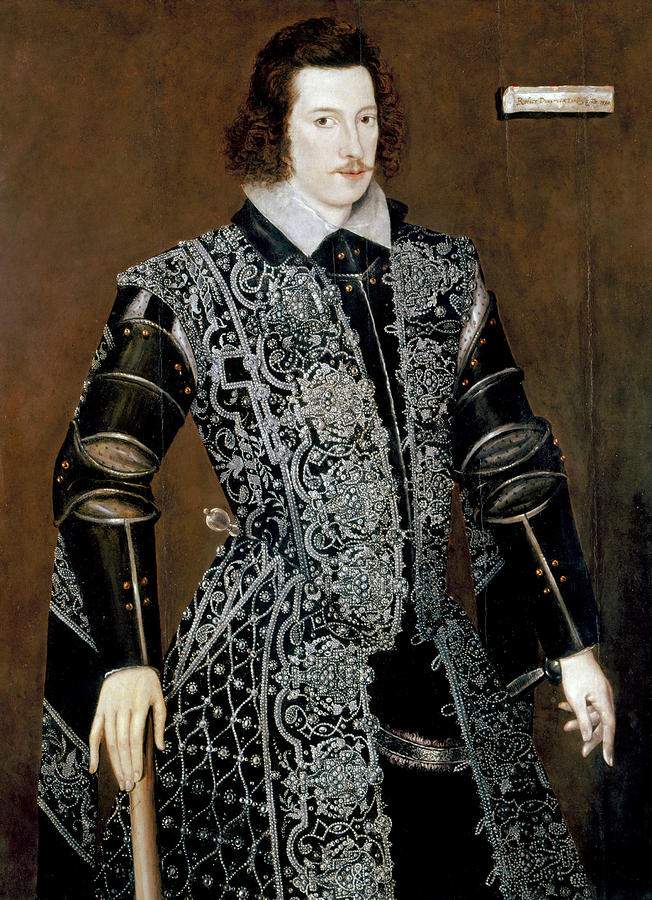
The Earl of Essex em armadura por William Segar, 1590

### Pinturas em Tela

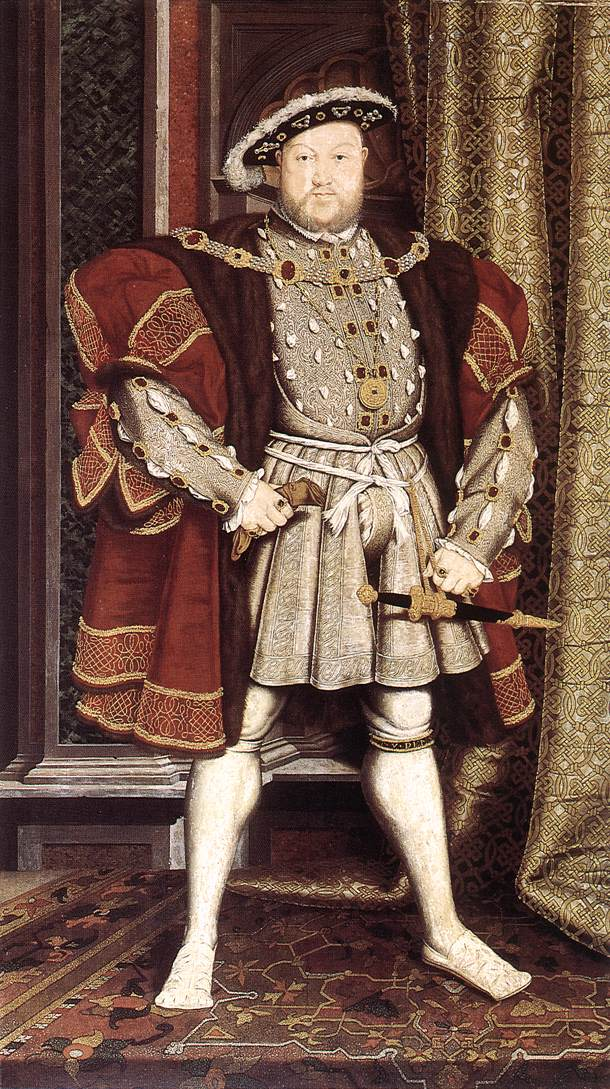
Henry VIII.
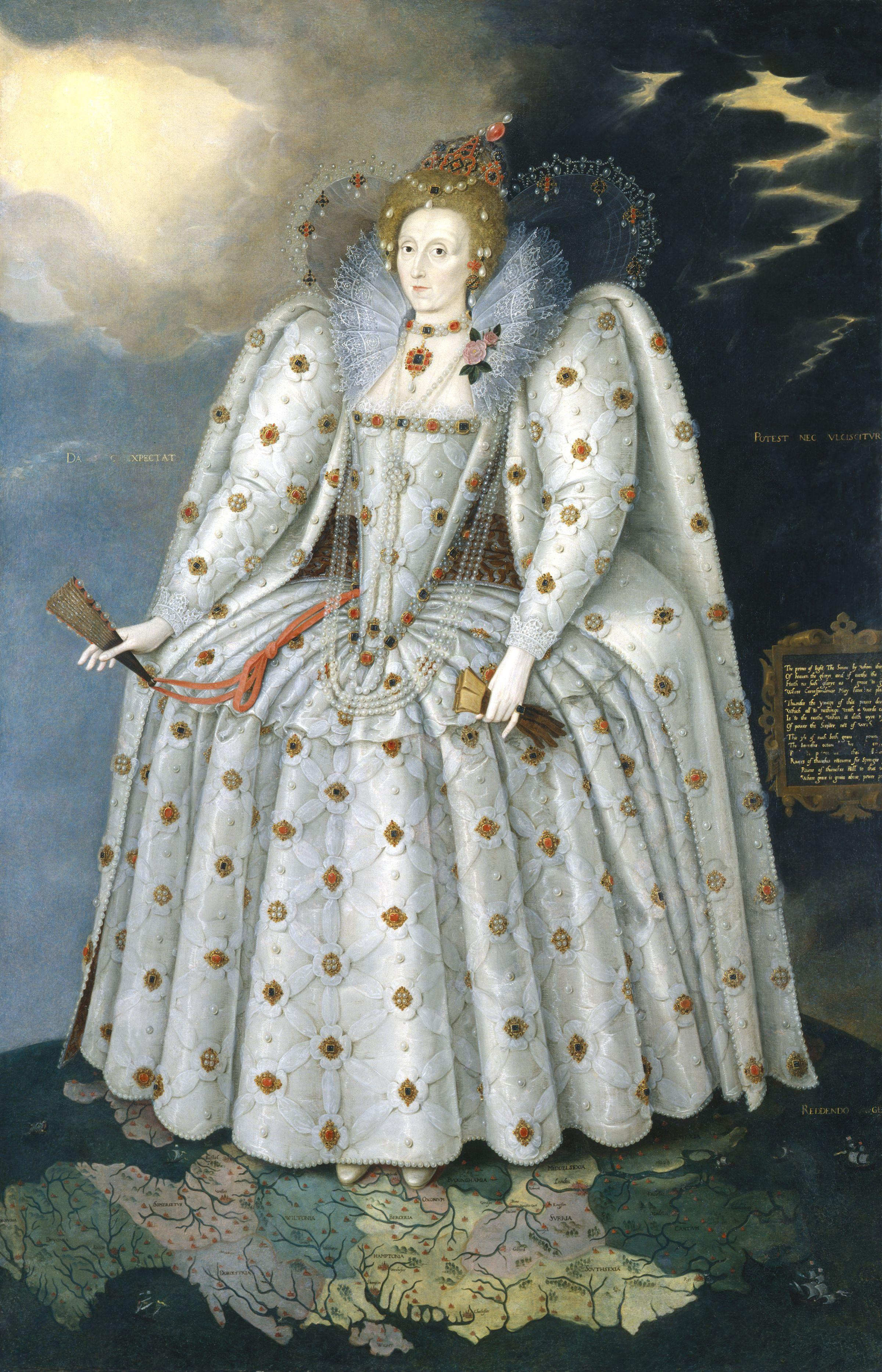
O Ditchley Portrait de Elizabeth por Marcus Gheeraerts, o Jovem, 1592